# Bare Trees
Albums de Fleetwood Mac
Future Games
(1971) Penguin
(1973)
Bare Trees est le sixième album studio du groupe Fleetwood Mac, sorti en 1972. C'est le dernier album pour Danny Kirwan, qui quitta après sa parution. 
En 1977, Bob Welch enregistre une nouvelle version de la chanson Sentimental Lady pour son premier album solo, French Kiss. Cette version, à laquelle participent plusieurs membres de Fleetwood Mac (Mick Fleetwood, John et Christine McVie ainsi que Lindsey Buckingham), atteint la 8e place du hit-parade américain.

## Titres

### Face 1
1. Child of Mine (Danny Kirwan) – 5:09
2. The Ghost (Bob Welch) – 3:58
3. Homeward Bound (Christine McVie) – 3:20
4. Sunny Side of Heaven (Kirwan) – 3:10

### Face 2
1. Bare Trees (Kirwan) – 5:02
2. Sentimental Lady (Welch) – 4:35
3. Danny's Chant (Kirwan) – 3:16
4. Spare Me a Little of Your Love (C. McVie) – 3:44
5. Dust (Kirwan) – 2:41
6. Thoughts on a Grey Day (Scarrott) – 2:03

## Musiciens
- Bob Welch : guitare, chant
- Danny Kirwan : guitare, chant
- John McVie : basse
- Christine McVie : claviers, chant
- Mick Fleetwood : batterie, percussions

## Certifications
| Pays              | Certification | Unités certifiées |
| ----------------- | ------------- | ----------------- |
| États-Unis (RIAA) | Platine       | 1 000 000         |